# Transcription de Boas
Cette page contient des caractères spéciaux ou non latins. S’ils s’affichent mal (▯, ?, etc.), consultez la page d’aide Unicode.
La transcription de Boas est un système de transcription phonétique développé et utilisé principalement par Franz Boas pour les langues amérindiennes. Elle a aussi été utilisée pour la transcription du koryak (langue tchouktche-kamtchadale de Sibérie par Waldemar Bogoras (en).

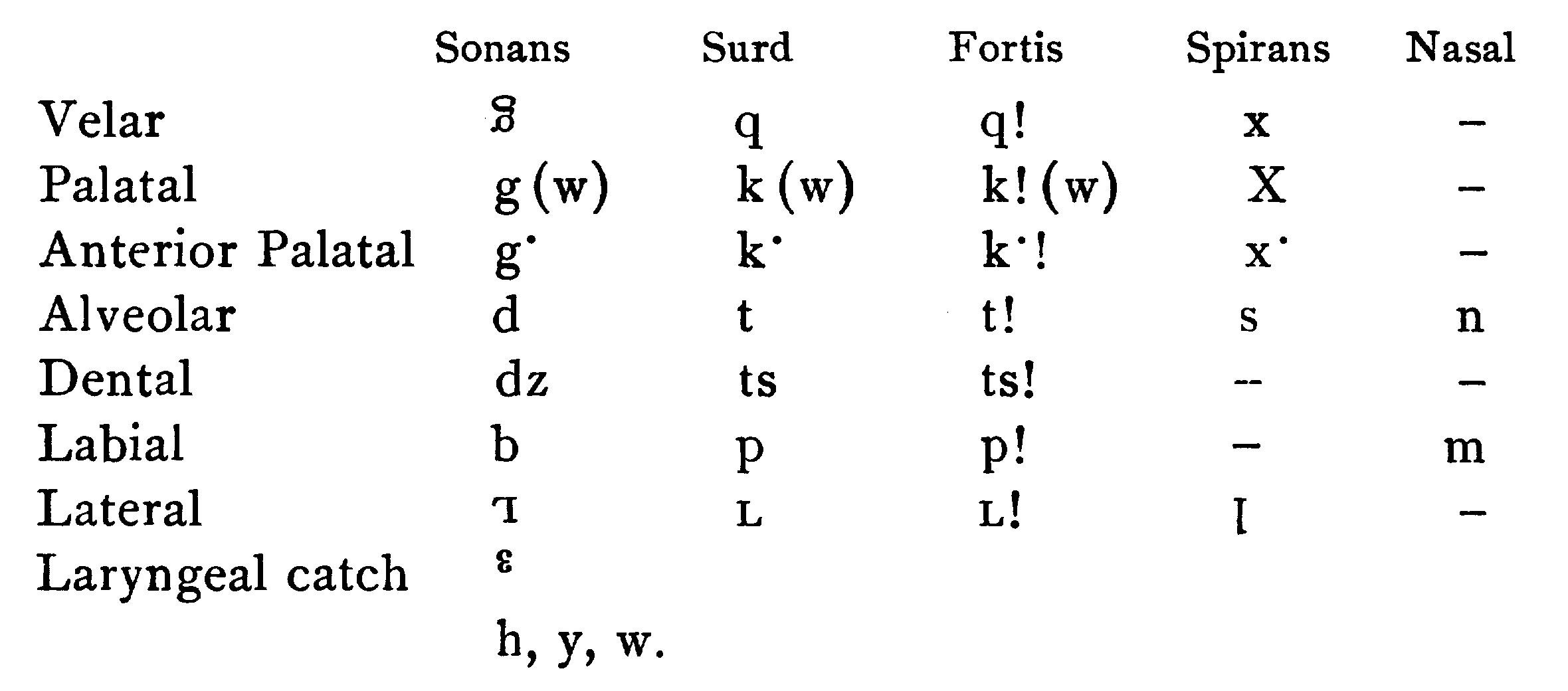
Tables des consonnes kwakiutl (kwak'wala) de Boas 1900.